# Johann Nepomuk della Croce

Wolfgang Amadeus Mozart cu sora sa, Maria Anna și cu tatăl său, Leopold cu tabloul mamei lui Mozart pe un perete, Anna Maria Mozart, ca. 1780

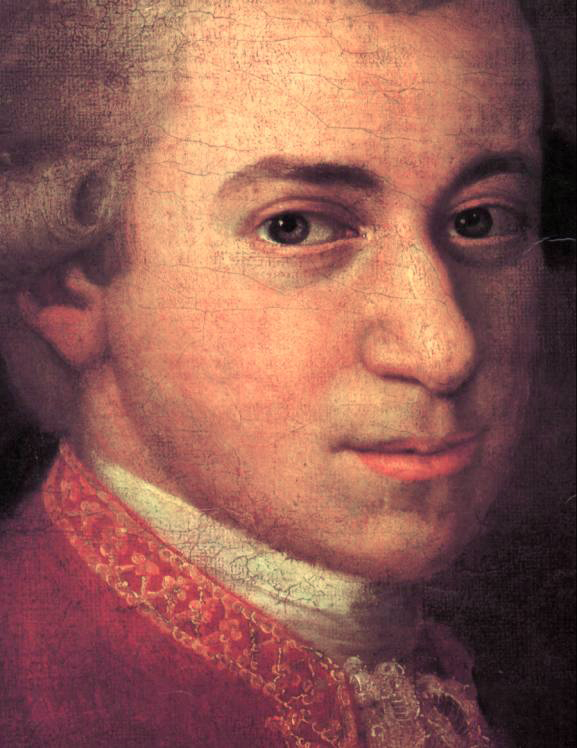
Portretul lui Mozart, pictat de Nepomuk della Croce

Johann Nepomuk della Croce (n. 7 august 1736 Pressano, Tirol – d. 4 martie 1819) a fost un pictor austriac. 
A studiat arta cu celebrul pictor Lorenzoni, și după ce a călătorit în Italia, Germania, Ungaria, și Franța, s-a stabilit la Burghausen. Felix Joseph von Lipowsky (de ) a estimat că della Croce a pictat 5000 de portrete și 200 de imagini istorice. Există multe piese pictate de el în altarele bisericilor din Bavaria.
Fiul său, Clemens della Croce, care a fost și el pictor, s-a născut la Burghausen în 1783 și a murit în 1823.